# Ашубджан Кадын-эфенди
Ашубджа́н Кады́н-эфе́нди (тур. Aşubcan Kadın Efendi; умерла 10 июня 1870 года в Стамбуле) — вторая или третья жена (кадын-эфенди) османского султана Махмуда II, мать его дочерей Айше-султан и Салихи-султан.

## Имя и титул
Турецкие историки Недждет Сакаоглу и Чагатай Улучай указали именем этой жены Махмуда II «Ашубджа́н Кады́н-эфе́нди» (тур. Aşubcan Kadın Efendi) и «Ашубджа́н Кады́н» (тур. Aşubcan Kadın) соответственно. Османист Энтони Олдерсон указал её именем «Ашубуджа́н» (тур. Aşubucan). Османский историк Сюрея Мехмед-бей назвал её именем «Ашубиджа́н Кады́н» (тур. Aşubican Kadın).

## Биография
Согласно данным Недждета Сакаоглу, Ашубджан Кадын-эфенди была дочерью болгарского землевладельца.
Недждет Сакаоглу и Сюрея Мехмед-бей писали, что она была третьей женой османского султана Махмуда II, тогда как Чагатай Улучай назвал её второй женой султана. Согласно Сакаоглу и Улучаю, Ашубджан Кадын-эфенди родила от султана двоих дочерей — Айше-султан (1809—1810) и Салиху-султан (1811—1843). В то же время, Энтони Олдерсон указал только Салиху среди детей султана от Ашубджан, а Сюрея и вовсе не пишет, были ли у Ашубджан Кадын-эфенди и султана Махмуда II дети. В труде Шанизаде Атауллы-эфенди «История Шанизаде» и работе Ахмеда Джевдета-паши «История Джевдета» указано, что в честь рождения Салихи-султан в гареме дворца Топкапы был устроен праздник для женщин, в ходе которого жёны государственных и религиозных деятелей поздравили султанскую семью с рождением султанши и преподнесли подарки Ашубджан Кадын-эфенди и бабушке новорождённой валиде Накшидиль-султан.
Сакаоглу писал, что Ашубджан Кадын-эфенди, вопреки традиции, проживала за пределами гарема во дворце Мачка; Улучай же писал, что при жизни супруга Ашубджан проживала в приморском дворце в Бешикташе и особняке в Чамлыдже. Сохранилось письмо Ашубджан Кадын-эфенди, в котором она писала супругу, что была рада его визиту и тому, что он привёз с собой своих сыновей от других жён шехзаде Абдул-Азиза и Абдул-Меджида; Улучай отмечал, что письмо было написано лично Ашубджан, содержало много ошибок и было написано некрасивым почерком.
Султан Махмуд II умер в 1839 году. Ашубджан Кадын-эфенди пережила супруга на 31 год: она скончалась 10 июня 1870 года в Стамбуле и была похоронена в помещении у входа в мавзолей Махмуда II в Диванйолу.

## В культуре
Ашубджан Кадын-эфенди является второстепенный персонажем российско-турецкого телесериала «Султан моего сердца»; роль Ашубджан исполнила турецкая актриса Ачелья Деврим Йылхан.